# Степски попац
Степски попац (лат. Melanogryllus desertus)је правокрилни инсект из породице зрикаваца (Gryllidae). Научно име ове врсте први пут је 1771. објавио Петер Симон Палас.

## Опис
Степски попац је ситан. Дужина његовог тијела је 14-18 мм и црне је боје. Ови инсекти презимљавају у ларвалном стадијуму у земљишту под већим грудвама земље или у коморицама које направе под земљом на дубини 18 цм. Већ крајем марта ларве се појављују и допунски хране. Крајем априла и почетком маја појављују се одрасле јединке. Степски попац најчешће насељава подручја уз ријеке, потоке, влажна и скровита подручја (живице) и парцеле које се наводњавају. У исхрани користе све биљне делове који су сочни. Један део хране надокнађују употребљавајући у исхрани и ларве других инсеката.

## Животни циклус
За степског попца карактеристично је да има једну генерацију годишње. Женка степског попца може да положи и до 3.000 јаја. Женке јаја полажу плитко (1-1, цм дубине) у групама 3-5 комада у испуцало земљиште, испод грудви земље или биљних остатака од претходне године. Након полагања јаја женка угине. Даљи развој јаја је под великим утицајем влаге и температуре. Оптимална температура је око 33ºЦ под условом да је земљиште довољно влажно. До ембрионалног развоја ће доћи само ако је земља довољно влажна, тако да јаје успијева да из земљишта извуче довољно влаге и удвостручи своју количину.
Ако наступи период суше јаја пропадају, а женке могу да престану са полагањем јаја и наставе да то чине после прве кише. Ембрионални развој траје 15-20 дана. Ларве пролазе кроз 9-13 фаза а презимљавају ларве из последњих фаза. Кроз колико фаза ће ларва проћи и колико ће оне трајати зависи од влаге у земљишту и температуре. Презимљујуће ларве се појављују у прољеће када температура земљишта, на 15 цм дубине, износи 13ºЦ.